# Anthony Torrone
Anthony Torrone (c. 1955) es un escritor estadounidense cristiano que tiene una discapacidad del desarrollo. Es un savant. 
El libro de 2011 de Torrone, Anthony's Prayers fue inspirado por su tiempo y el abuso que experimentó como un residente de la antigua Escuela Estatal Willowbrook, que era un hospital de Nueva York para niños con discapacidades mentales. Torrone ha sido un residente de Grand Rapids, Míchigan desde el año 1970.